# Morières-lès-Avignon
Morières-lès-Avignon is een gemeente in het Franse departement Vaucluse (regio Provence-Alpes-Côte d'Azur) en telt 6535 inwoners (1999). De plaats maakt deel uit van het arrondissement Avignon.

## Geografie
De oppervlakte van Morières-lès-Avignon bedraagt 10,3 km², de bevolkingsdichtheid is 634,5 inwoners per km².
De onderstaande kaart toont de ligging van Morières-lès-Avignon met de belangrijkste infrastructuur en aangrenzende gemeenten.

## Demografie
Onderstaande figuur toont het verloop van het inwonertal (bron: INSEE-tellingen).
1. ↑  Populations de référence 2022.